# Mentuhotep (regina)
Mentuhotep (fl. XVII secolo a.C.) è stata una regina egizia del Secondo periodo intermedio, sposa dello sconosciuto faraone Sekhemra-Sementaui Djeuti (1650 a.C. circa). Ebbe il titolo di "grande sposa reale", oltre a quello di khenemetneferhedjet, "unita alla corona bianca".
La regina Mentuhotep è nota grazie a elementi del suo corredo funerario scoperti tra il 1822 e il 1825 a Dra Abu el-Naga, presso Tebe, dall'avventuriero italiano Joseph Passalacqua (1797–1865): egli rinvenne una cassa canopica e scatole per cosmetici. I reperti furono acquistati da Berlino. Intorno al 1832 l'inglese John Gardner Wilkinson ebbe modo di copiare delle iscrizioni geroglifiche da un feretro recante il nome della medesima consorte reale; il sarcofago è oggi perduto, ma attestava che Mentuhotep era figlia del visir Senebhenaf e di una donna di nome Sobekhotep. L'interno del feretro era decorato con varie formule, alcune delle quali appartenenti al Libro dei morti: una delle fonti più antiche su questo testo. Non è chiaro se sarcofago e cassa canopica siano stati rinvenuti o meno nella stessa tomba. Giuseppe Passalacqua descrisse la sepoltura, menzionando un sarcofago antropoide riccamente decorato con immagini di divinità, mentre quello copiato da Wilkinson è rettangolare è privo di figure. L'egittologo statunitense Herbert Eustis Winlock ipotizzò quindi l'esistenza di due regine di nome Mentuhotep: quella dei reperti scoperti da Passalacqua e quella del sarcofago descritto di Wilkinson. La prima fu la sposa di re Sekhemra-Sementaui Djeuti. Insieme alle scatole per cosmetici furono scoperti anche altri oggetti, fra cui vasi in alabastro in uno stile però in voga durante la XXV dinastia (cioè 9/10 secoli dopo Mentuhotep).

Il recipiente per cosmetici fu donato a Mentuhotep da re Djeuti, come recita un'iscrizione sul reperto. La cassa canopica originale reca invece i nomi del faraone; le scatole per cosmetici, in legno e papiro, furono rinvenute al suo interno; nelle scatole, a loro volta, furono ritrovati vasi in alabastro e un cucchiaio per il trucco. Tutti questi oggetti i si trovano al Neues Museum di Berlino con le sigle d'inventario AM 1175-1182.

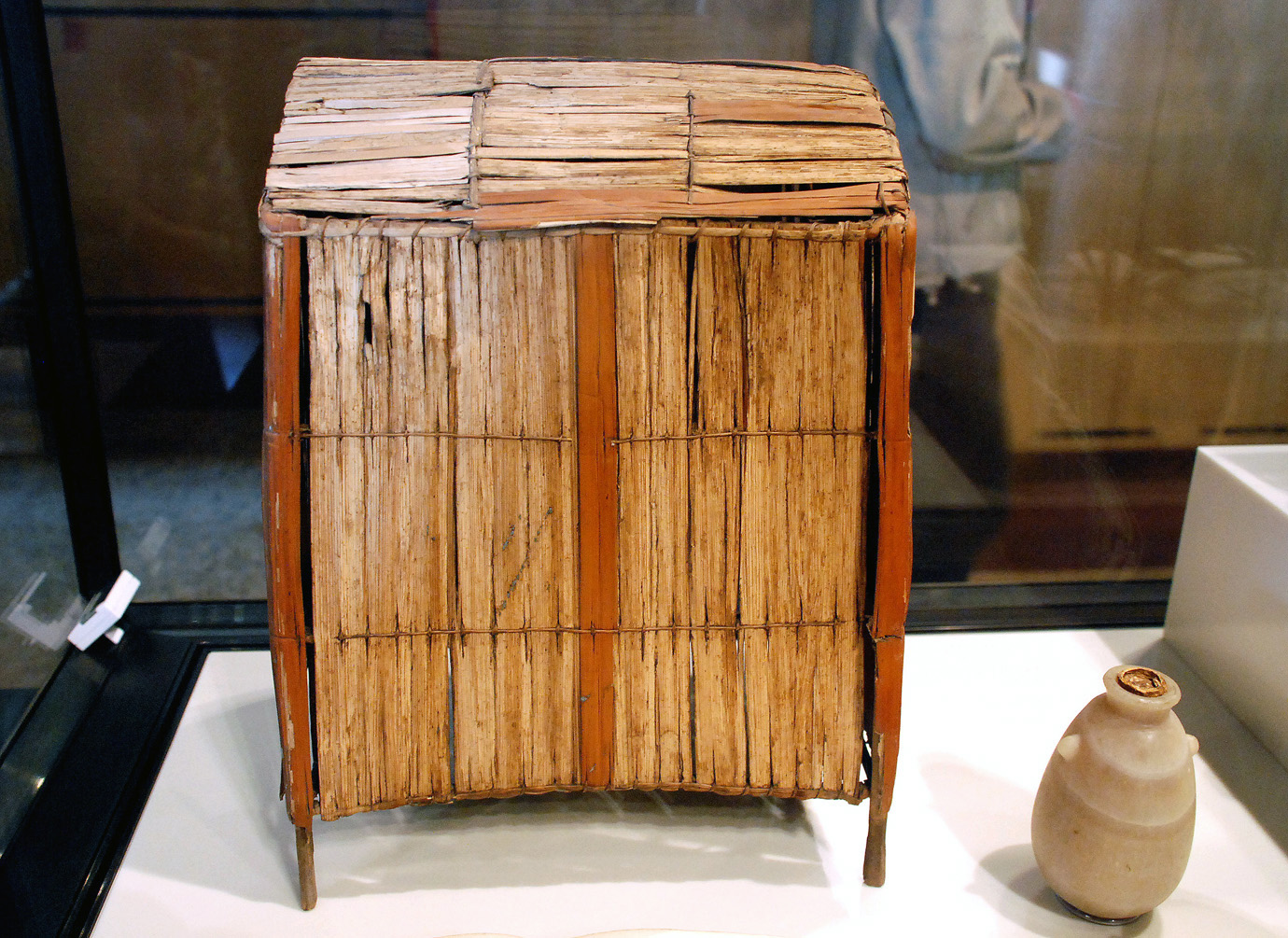
Copertura per scatola di cosmetici di Mentuhotep. Neues Museum, Berlino.
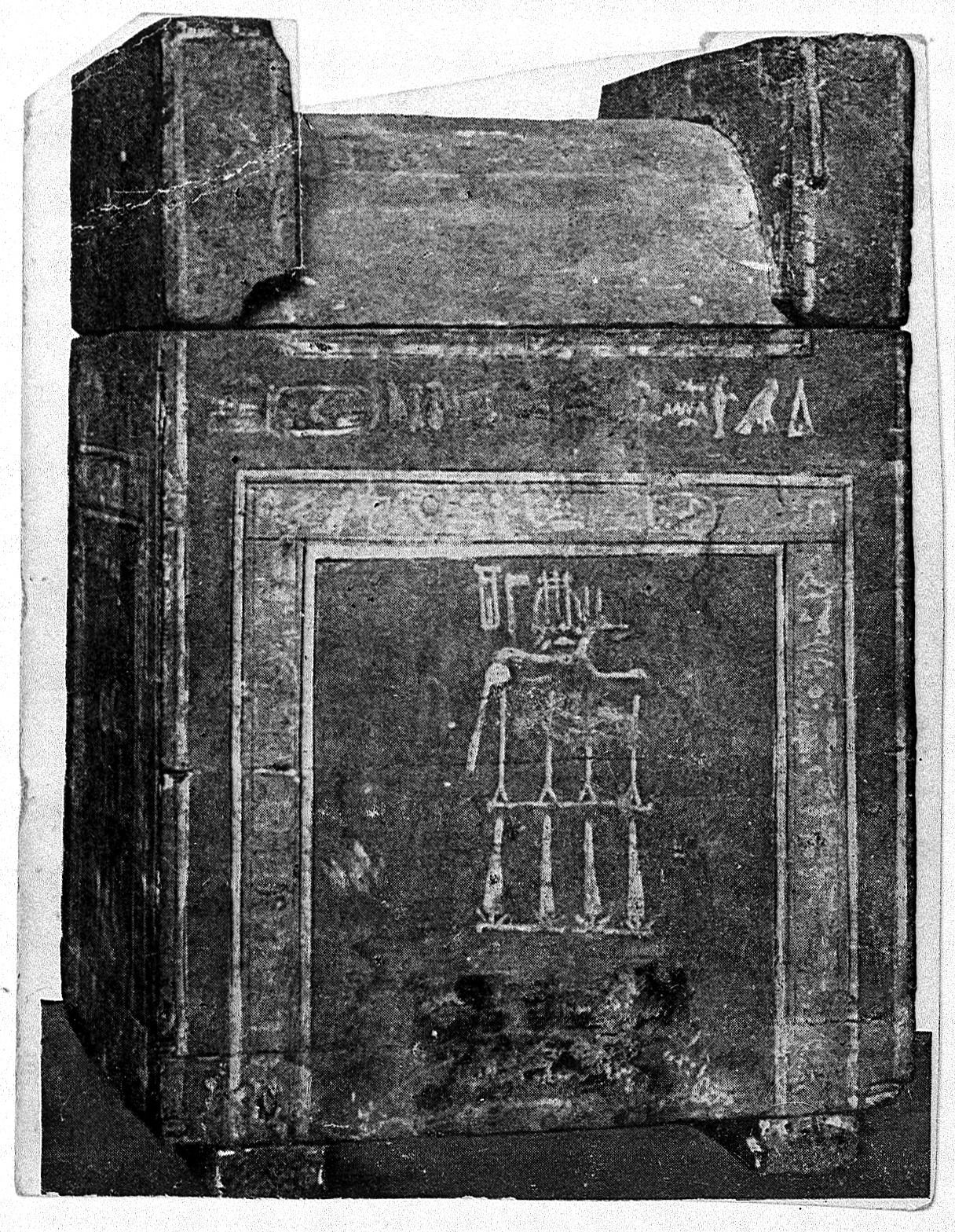
Cassetta di medicinali di Mentuhotep.
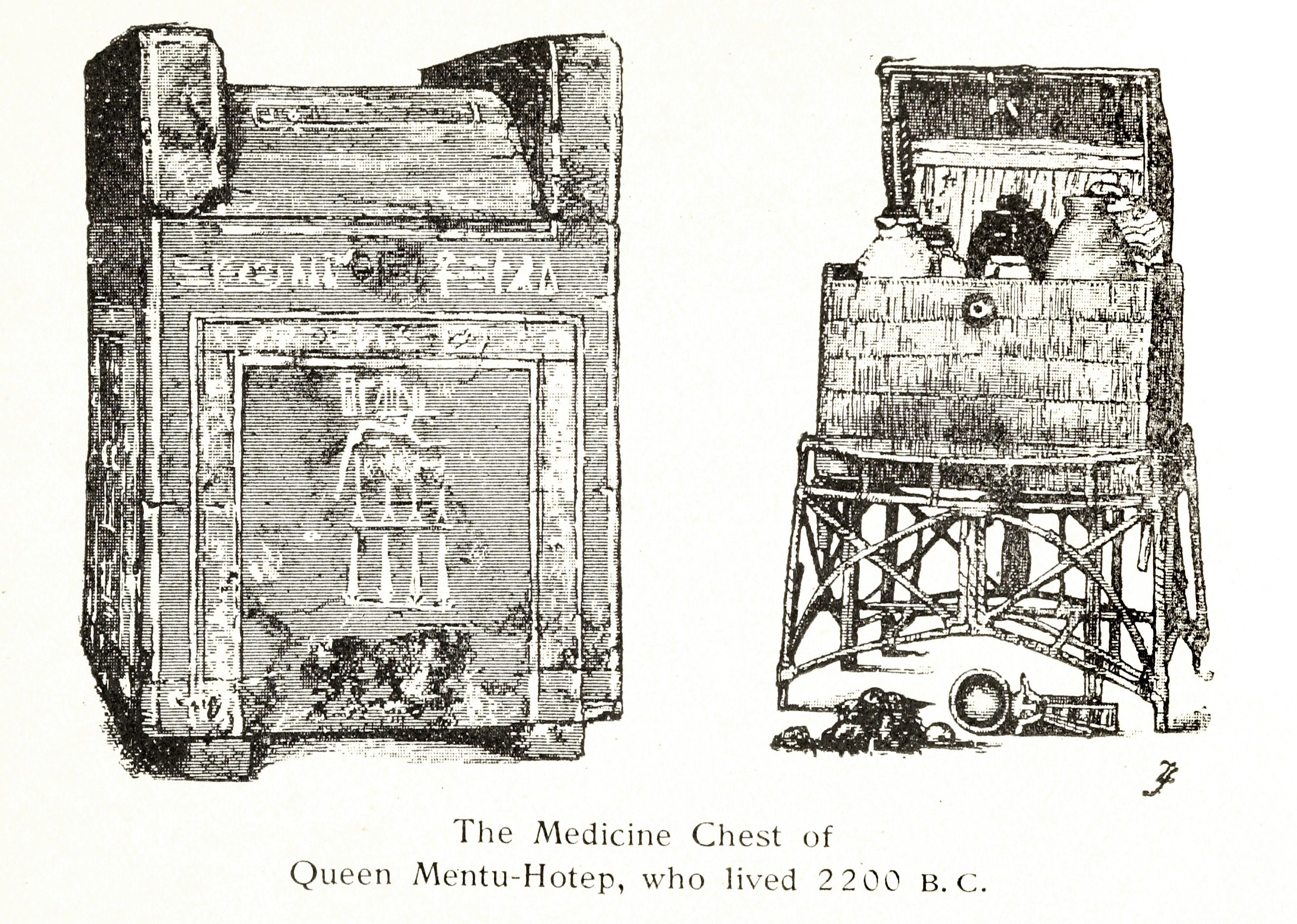
Disegno di parte del corredo.